# Viktorie Čermáková
Viktorie Čermáková (* 13. června 1966 Praha) je česká herečka a divadelní režisérka.

## Život a dílo
Vyučila se fotografkou, posléze studovala režii na DAMU v Praze. Působila v různých pražských a brněnských divadlech (např. Divadle na provázku, Divadle Komedie, Divadle v Celetné). Režírovala např. divadelní inscenaci rakouského dramatika Thomase Bernharda Minetti: Portrét umělce jako starého muže.
Je třikrát rozvedená a má dospělého syna, který je vizuálním umělcem v oblasti videoprojekcí.